# Eine schamlose Frau
Eine schamlose Frau (Originaltitel: A Woman of Affairs) ist ein US-amerikanischer Stummfilm von Clarence Brown mit dem Leinwandpaar Greta Garbo und John Gilbert aus dem Jahr 1928. Er basiert auf dem Roman Der grüne Hut – Ein Roman für wenige von Michael Arlen.

## Handlung
Diana, David und Neville kennen sich von Kindesbeinen an. Diana ist sich schon früh bewusst, nur Neville zu lieben. Weil aber Neville arm ist und Diana reich, will Nevilles Vater die Ehe verhindern und schickt seinen Sohn in die Fremde. Diana wartet einige Jahre und heiratet dann David. Auf der Hochzeitsreise bringt sich David jedoch um, da er in kriminelle Machenschaften verwickelt ist. Diana schweigt über die wahren Gründe und nimmt alle Schuld für den Tod auf sich. Geächtet von der Gesellschaft lebt sie jahrelang als Frau von zweifelhaftem Ruf und kehrt sehr krank erst einige Tage vor der Hochzeit von Neville und Constance zurück nach England. Die beiden Liebenden treffen sich im Hospital. Aufgewühlt von der Begegnung bringt sich Diana später um, indem sie mit ihrem Wagen gegen einen Baum fährt.

## Hintergrund
Nach zwei gemeinsamen Auftritten in Es war und Anna Karenina waren Greta Garbo und  John Gilbert zu einem beliebten Leinwandpaar geworden. Das Studio suchte nach einem neuen Stoff für die beiden Stars und kam auf den Roman Der grüne Hut – Ein Roman für wenige von Michael Arlen, der bei seiner Veröffentlichung einen gewaltigen Skandal wegen der freizügigen Schilderung von Sex und Geschlechtskrankheiten ausgelöst hatte. In Drehbuch taucht davon nichts mehr auf und aus dem gesellschaftskritischen Ansätzen wurde eine tragische Liebesgeschichte um zwei junge, schöne Menschen, die durch die Umstände und Klassenunterschiede an ihrem Glück gehindert werden. Um Probleme mit dem Zensor zu verhindern, wurde der Titel zudem in A Woman of Affairs geändert. Greta Garbo interpretiert die Hauptrolle als moderne Frau mit eigener Idee, selbstbewusst und doch integer. Gilberts Charakter ist im Buch differenzierter als in der Leinwandfassung, in der Neville als zaudernder Mann von schwachem Charakter dargestellt wird, der auf jeden hört, nur nicht auf Diana, und leicht zu beeinflussen ist.
Während der Dreharbeiten freundete sich Garbo, die sonst wenig Wert auf soziale Kontakte mit Kollegen legte, mit der Schauspielerin Dorothy Sebastian an. Der Roman wurde 1924 zu einem Bühnenstück adaptiert, das mit Tallulah Bankhead in London 128 Aufführungen schaffte. 1934 spielte Constance Bennett die Titelrolle in Outcast Lady.
Der Film kam unter dem Titel Herrin der Liebe in Deutschland in den Verleih.

## Kritiken
Die Rezensionen waren wohlwollend in Bezug auf die Darsteller, jedoch eher negativ, was die Qualität des Drehbuchs anging.
Variety gab eine differenzierte Einschätzung:

„Eine sensationelle Besetzung und der zugrundeliegende, berühmt-berüchtigte Roman (‚Der grüne Hut – Ein Roman für wenige‘) sowie das wunderbare Spiel von Greta Garbo – ihre beste Darstellung bislang – werden helfen, diese blasse Fassung des Bühnenstücks zum Erfolg zu führen. […] Aber dem Material wurde der Zahn gezogen und John Gilbert, Idol der Flapper, hat lediglich eine so-so Rolle.“

## Kinoauswertung
Der Film wurde am 15. Dezember 1928 in den nationalen Verleih gebracht.
Produktionskosten von 383.000 US-Dollar  entsprachen dem Durchschnittsaufwand für einen Garbo-Stummfilm. Er war an der Kinokasse sehr erfolgreich und spielte in den USA insgesamt 850.000 US-Dollar ein, zu denen weitere 520.000 US-Dollar von den Auslandsmärkten kamen. Ein kumuliertes Ergebnis von 1.370.000 US-Dollar brachte dem Studio am Ende einen Profit in Höhe von 417.000 US-Dollar.

## Auszeichnungen
Der Film ging mit einer Nominierung in die Oscarverleihung 1930 (April):
- Bestes Drehbuch – Bess Meredyth.